# Варненский дельфинарий
Варненский дельфинарий (болг. Варненски делфинариум) — дельфинарий в северной части Приморского парка Варны, крупнейшего города Болгарии на побережье Чёрного моря.

## Описание
Открыт 11 августа 1984 года и рассчитан на 1200 мест. Размеры бассейна 12 на 15 метров и глубина 6 метров, наполняется морской водой через специальную насосную систему. Вода поступает из Чёрного моря в 150—160 метрах от берега и на глубине 3-6 метров, где она наиболее чистая и проходит обработку перед попаданием в бассейн. В дельфинарии также есть кофейня с прозрачной стеной, ведущей к аквариуму. В Варненском дельфинарии пять дельфинов: 3 самки и 2 самца, которые были привезены с Гватемалы и Кубы.
Идею создания дельфинария в Болгарии на Черноморском побережье впервые высказал зоолог Николай Боев. Первоначально планировалось строительство на южном Причерноморье в планах развития национального парка Ропотамо, где был подготовлен проект на строительства дельфинария. Однако этот план остался нереализованным и дельфинарий был построен в Варне, что стало вторым построенным дельфинарием на Чёрном море после Батуми (Грузия).

## Галерея

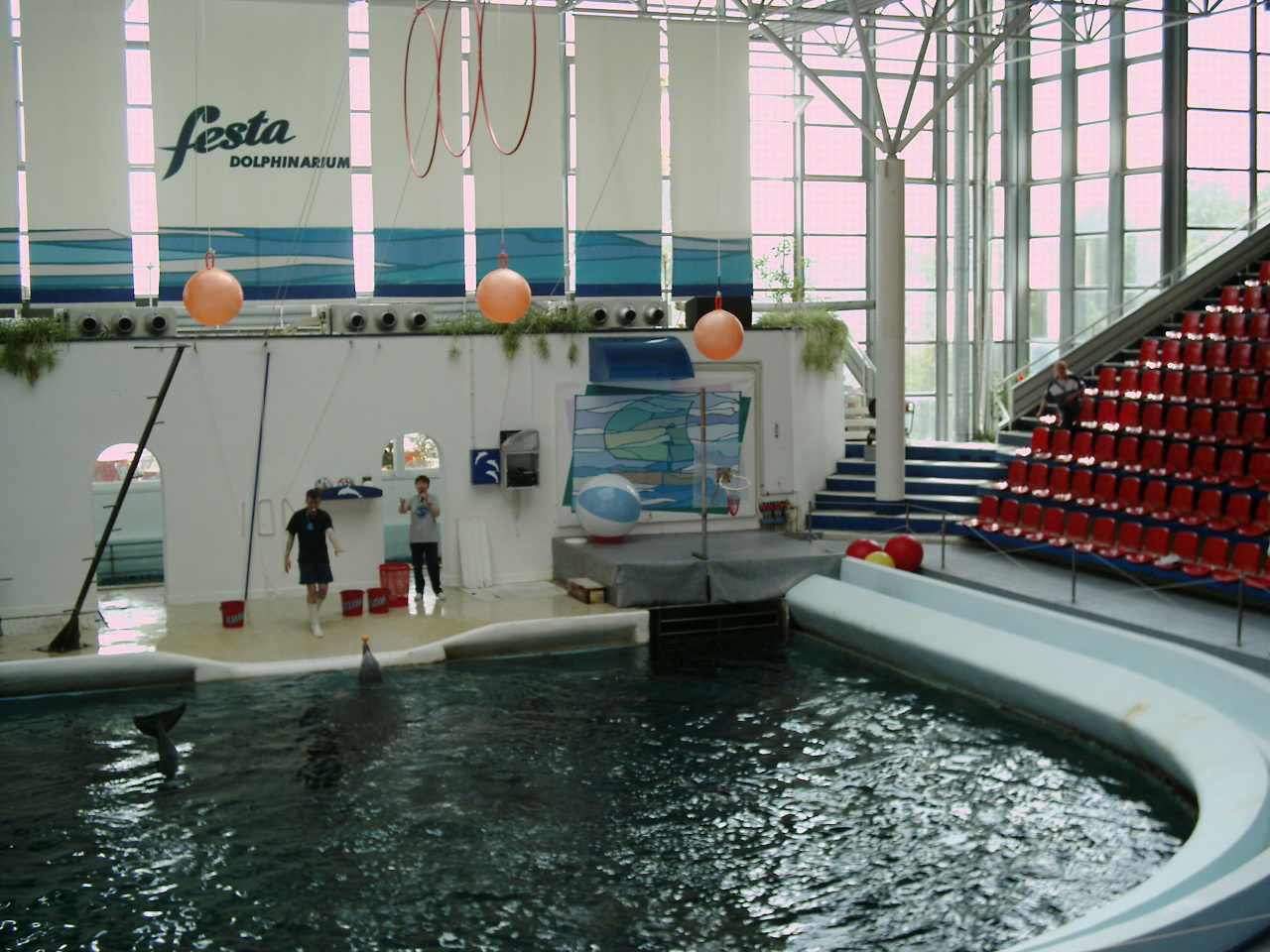
Внутри дельфинария.
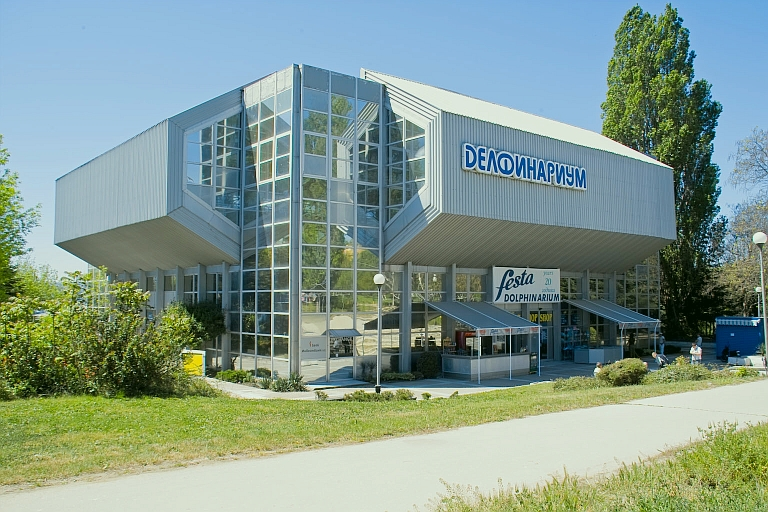
Здание дельфинария.